# Slowenische Badmintonmeisterschaft 2008
Die Slowenische Badmintonmeisterschaft 2008 fand vom 2. bis zum 3. Februar 2008 in Mirna statt.

## Austragungsort
- Mirna, Športna dvorana OŠ Mirna

## Die Sieger und Platzierten
| Disziplin    | Gold                       | Silber                    | Bronze                      |
| ------------ | -------------------------- | ------------------------- | --------------------------- |
| Herreneinzel | Aleš Murn                  | Matevž Bajuk              | Marko Kroflič               |
| Herreneinzel | Aleš Murn                  | Matevž Bajuk              | Iztok Utroša                |
| Dameneinzel  | Tina Kodrič                | Živa Repše                | Nika Končut                 |
| Dameneinzel  | Tina Kodrič                | Živa Repše                | Nina Kotar                  |
| Herrendoppel | Aleš Murn Dušan Skerbiš    | Miha Horvat Iztok Utroša  | Aljoša Turk Matevž Bajuk    |
| Herrendoppel | Aleš Murn Dušan Skerbiš    | Miha Horvat Iztok Utroša  | Miha Šepec jr. Andrej Pohar |
| Damendoppel  | Nika Švaljek Taja Borštnar | Živa Repše Ana Pia Kumelj | Nika Končut Sabina Magyar   |
| Damendoppel  | Nika Švaljek Taja Borštnar | Živa Repše Ana Pia Kumelj | Kaja Jamnik Sara Gregorčič  |
| Mixed        | Aleš Murn Špela Silvester  | Miha Horvat Nika Končut   | Aljoša Turk Tina Kodrič     |
| Mixed        | Aleš Murn Špela Silvester  | Miha Horvat Nika Končut   | Marko Kroflič Nina Kotar    |